# Pyrofoon

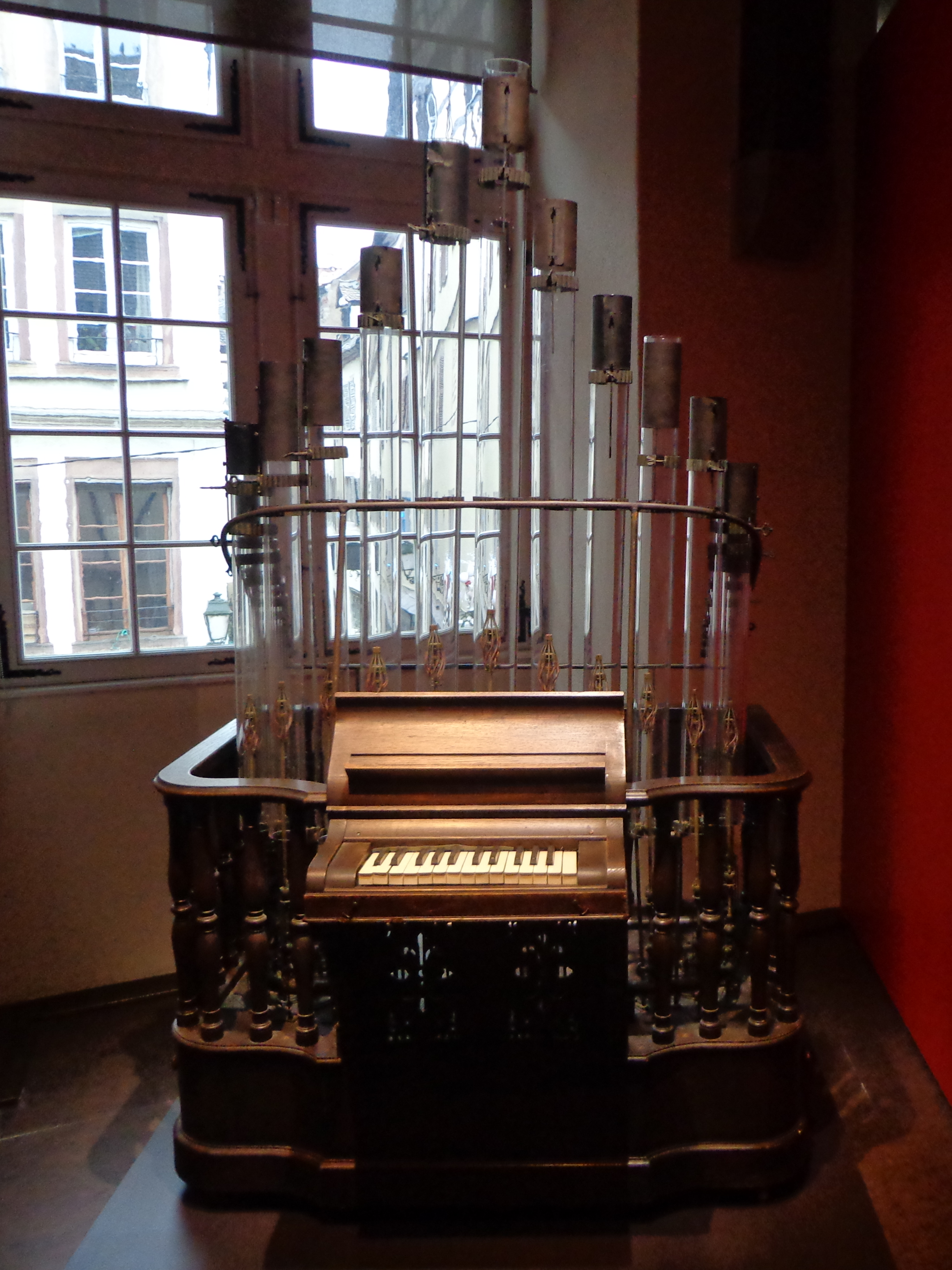
Pyrofoon

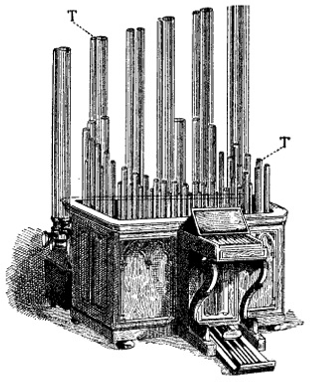
Illustratie van een pyrofoon uit een wetenschapshandboek uit 1890.

De pyrofoon, ook bekend als "vuurorgel" of "explosieorgel", is een muziekinstrument, rond 1875 uitgevonden door Georg Friedrich Eugen Kastner (zoon van componist Johann Georg Kastner), waarin de tonen opgewekt worden door explosies, snelle verbranding, snelle opwarming of iets gelijkaardigs.

## Brandstof
De pyrofoon wordt normaal van energie voorzien door propaan. Er bestaan ook versies die werken op benzine, deze kunnen dan gebruikmaken van ontstekingssystemen zoals in automotoren.

## Gerelateerde muziekinstrumenten
De pyrofoon is gelijkaardig aan de stoomkalliope. Het verschil is dat bij de kalliope de verbranding uitwendig ten opzichte van de resonantieholte gebeurt, terwijl dit bij de pyrofoon in de holte plaatsvindt.